# 三橋眞奈
三橋 眞奈（みはし まな、1994年9月13日 - ）は、兵庫県出身の元女子サッカー選手。選手時代のポジションはミッドフィールダー。

## 経歴
大阪体育大学卒業後、2017年にマイナビベガルタ仙台レディース(現マイナビ仙台レディース)に加入。U-23日本女子代表やユニバーシアード代表として日の丸を背負う。
ベガルタで3シーズンプレーした後、2020年夏にサッスオーロへ移籍。2022年からインテルに所属。主軸として女子セリエAで23試合に出場。イタリアではリーグ戦通算65試合出場3得点という結果を残した。
2023年6月、2022-23シーズン限りで引退し、指導者への道に進むことが発表された。

## 個人成績

### クラブ
| クラブ                         | シーズン | リーグ      | 背番号 | リーグ戦 | リーグ戦 | カップ戦 | カップ戦 | リーグ杯 | リーグ杯 | その他 | その他 | AFC / UEFA | AFC / UEFA | 合計 | 合計 |
| クラブ                         | シーズン | リーグ      | 背番号 | 出場     | 得点     | 出場     | 得点     | 出場     | 得点     | 出場   | 得点   | 出場       | 得点       | 出場 | 得点 |
| ------------------------------ | -------- | ----------- | ------ | -------- | -------- | -------- | -------- | -------- | -------- | ------ | ------ | ---------- | ---------- | ---- | ---- |
| マイナビベガルタ仙台レディース | 2017     | なでしこ1部 | 27     | 10       | 0        | 3        | 0        | 7        | 0        | —      | —      | —          | —          | 20   | 0    |
| マイナビベガルタ仙台レディース | 2018     | なでしこ1部 | 27     | 4        | 0        | 1        | 1        | 5        | 1        | —      | —      | —          | —          | 10   | 2    |
| マイナビベガルタ仙台レディース | 2019     | なでしこ1部 | 27     | 9        | 0        | 3        | 0        | 8        | 1        | —      | —      | -          | -          | 20   | 1    |
| マイナビベガルタ仙台レディース | 通算     | 通算        | 通算   | 23       | 0        | 7        | 1        | 20       | 2        | 0      | 0      | 0          | 0          | 50   | 3    |
| サッスオーロ                   | 2020-21  | セリアA     | 6      | 22       | 2        | 3        | 1        | —        | —        | -      | -      | -          | -          | 25   | 3    |
| サッスオーロ                   | 2021-22  | セリアA     | 6      | 20       | 1        | 1        | 1        | —        | —        | 1      | 0      | -          | -          | 22   | 2    |
| サッスオーロ                   | 通算     | 通算        | 通算   | 42       | 3        | 4        | 2        | 0        | 0        | 1      | 0      | 0          | 0          | 47   | 5    |
| インテルナツィオナーレ         | 2022-23  | セリアA     | 34     | 23       | 0        | 6        | 0        | —        | —        | -      | -      | -          | -          | 29   | 0    |
| 通算                           | 日本     | 日本        | 1部    | 23       | 0        | 7        | 1        | 20       | 2        | 0      | 0      | 0          | 0          | 50   | 3    |
| 通算                           | イタリア | イタリア    | 1部    | 65       | 3        | 10       | 2        | 0        | 0        | 1      | 0      | 0          | 0          | 76   | 5    |
| 総通算                         | 総通算   | 総通算      | 総通算 | 88       | 3        | 17       | 3        | 20       | 2        | 1      | 0      | 0          | 0          | 126  | 8    |

1. 1 2  2021 スーペルコッパ・イタリアーナ（英語版）の成績

- 日本女子サッカーリーグ
  - 初出場 - 2017年3月26日 なでしこリーグ1部 第1節 ジェフユナイテッド市原・千葉レディース戦 (ゼットエーオリプリスタジアム)[4]

- セリエA・フェンミニーレ
  - 初出場 - 2020年8月31日 第2節 インテルナツィオナーレ戦 (スタディオ・エルネスト・ブレダ（イタリア語版）)[5]
  - 初得点 - 2020年10月17日 第6節 フロレンティア・サン・ジミニャーノSSD（イタリア語版）戦 (スタディオ・エンツォ・リッチ（イタリア語版）)[5]

### 代表
- 2014年 なでしこチャレンジプロジェクトトレーニングキャンプ(2/8～11)
- 2014年 U-23日本女子代表 ラ・マンガ国際大会
- 2015年 ユニバーシアード日本女子代表
- 2015年 U-23日本女子代表候補トレーニングキャンプ(11/23～26)
- 2016年 U-23日本女子代表 ラ・マンガ国際大会
- 2017年 U-23スペイン遠征(2/26～3/8)
- 2017年 ラ・マンガ U-23女子国際大会